# フィリッポ・ポッツァート
フィリッポ・ポッツァート（Filippo Pozzato、1981年9月10日 - ）は、イタリアのヴェネト州・ヴィチェンツァ県のサンドリーゴ出身の自転車プロロードレース選手。
2000年プロデビュー。若くしてHEWサイクラシックスやミラノ〜サンレモで優勝を飾っているクラシックハンターである。

## 経歴
アマチュア時代の1998年のU-19世界選手権個人ロードレース2位などの実績をあげ、2000年にマペイ・クイックステップでプロデビューする。同期入団にファビアン・カンチェラーラ (トレーニー) 、マイケル・ロジャース (トレーニー) 、ルカ・パオリーニがいる。以後2002年にマペイが解散するまでは特別な成績をあげることはなかった。
2003年、マペイ解散にともないファッサボルトロに移籍。
- 22歳でティレーノ〜アドリアティコ総合優勝を果たし、にわかに注目を集めるようになる。

2004年
- ツール・ド・フランス第7ステージで勝利

2005年
- クラシックのHEWサイクラシックスで優勝、クラシックレースでも初勝利をあげた。

2006年
- 春のミラノ〜サンレモではクイックステップチームのダブルエースであるトム・ボーネンとパオロ・ベッティーニのアシストを務める予定だったが、逃げ切り目的でアタックをかけた小集団に牽制のため入っていたポッツァートが、ゴール手前で集団に飲み込まれるのを覚悟でアタックを仕掛けて飛び出したところ、幸運にもそのままアレサンドロ・ペタッキをわずかにかわして優勝。思わぬビッグタイトル獲得となった。

2007年
- ツール・ド・フランス 第5ステージ勝利
- オムロープ・ヘット・フォルク 優勝
- ツール・ド・ポローニュ ステージ優勝

2009年
- E3プライス・フラーンデレン 優勝
- ジロ・デル・ヴェネト 優勝
- 国内選手権・ロードレース優勝
- パリ〜ルーベ 2位

2010年
- ジロ・デ・イタリア 第12ステージ勝利

2011年
- ミラノ〜サンレモ 5位

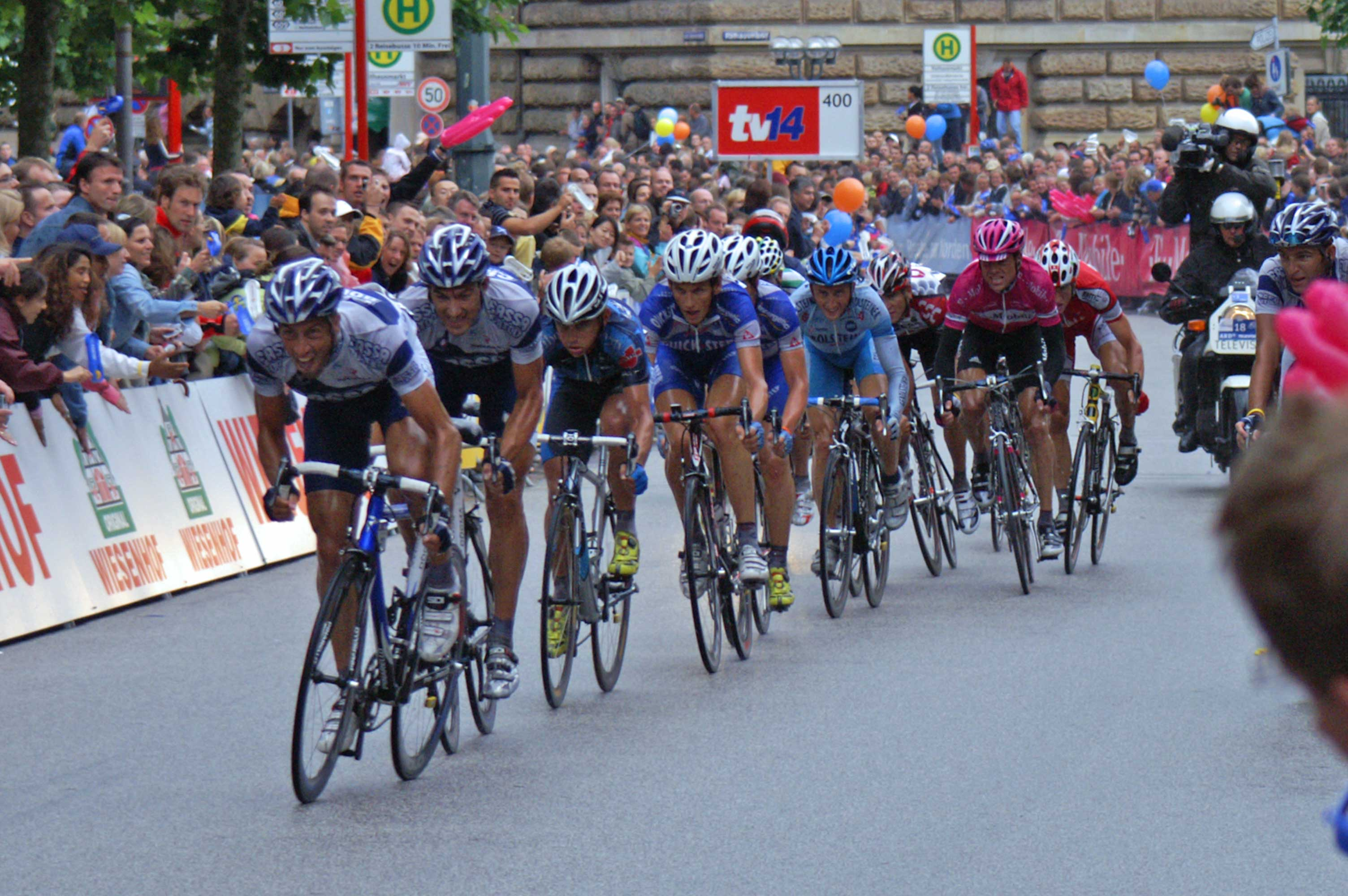
2005年のHEWサイクラシックスのゴールスプリント（4番手がポッツァート）

2012年、ファルネーゼ・ヴィーニ＝セッレ・イタリアに移籍。
- ミラノ〜サンレモ 6位
- ヘント〜ウェヴェルヘム 9位
- ロンド・ファン・フラーンデレン 2位
- グラン・プレミオ・インドゥストリア・エ・アルティジャナート 優勝
- 当年6月13日に合衆国アンチドーピング機関(USADA)より告発を受けたランス・アームストロングのドーピング疑惑に関連して、イタリアオリンピック委員会(CONI)は、ポッツァートが自転車チームのコンサルタント医師を務めていたミケーレ・フェッラーリに4万～5万ユーロを支払っていたという、当月16日付のラ・レプッブリカの報道を受け、当日聴聞した[1][2]。
- 9月11日、イタリアオリンピック委員会(CONI)は、2005年から2009年までの間、フェッラーリにドーピング指南を受けていたして、ポッツァートに対し、当年6月19日から9月18日まで、3か月の出場停止処分を科した[3]。

2013年、ランプレ・メリダに移籍。
- トロフェオ・ライグエーリア 優勝

2014年
- ツアー・オブ・ジャパンにランプレの若手5人を引き連れて参戦したが、最終日前日の伊豆ステージでグルペット（メイン集団よりさらに後方の「完走を目指す」グループ）での走行中に先頭の選手に周回遅れにされリタイアの憂き目にあい、東京ステージを走ることはできなかった。

2016年、ウィリエール・トリエスティーナ＝サウスイーストに移籍。

## 脚質
タイプとしてはスプリンター扱いもされるが、2006年のミラノ～サンレモもスプリント移行前の先行アタックで物にしている事を考えると、どちらかと言えばパンチャーの方が当てはまる。

## エピソード
- 右腕にカタカナで「キアラ」と恋人の名前を彫りこんでいる。これは2003年当時ファッサボルトロでマッサージ師を務めていた中野喜文に頼んでデザインを考えてもらったものである。[4][5]

## 所属チーム
- 2000–2002年　マペイ・クイックステップ
- 2003–2004年　ファッサボルトロ
- 2005–2006年　クイックステップ・イネルゲリック
- 2007-2008年　リクイガス
- 2009-2011年　チーム・カチューシャ
- 2012年　ファルネーゼ・ヴィーニ＝セッレ・イタリア
- 2013-2015年　ランプレ・メリダ
- 2016年　ウィリエール・トリエスティーナ＝サウスイースト

## 主な成績

### グランツール
- ツール・ド・フランス 通算2勝

- 2004年　ツール・ド・フランス 1勝
- 2007年　ツール・ド・フランス 1勝

### ステージレース
- ティレーノ～アドリアティコ　総合優勝（2003年）

- 2005年　ドイツ・ツアー 1勝
- 2007年　ツール・ド・ポローニュ 1勝

### ワンデーレース
- 2005年　HEWサイクラシックス 優勝
- 2007年　ミラノ〜サンレモ 優勝